# كارلوس ألازراكوي
كارلوس ألازراكوي (بالإنجليزية: Carlos Alazraqui)‏ مواليد 20 يوليو 1962 في يونكيرس، نيويورك، الولايات المتحدة، هو ممثل أمريكي بدأ مسيرته الفنية عام 1993.

## وصلات خارجية
- كارلوس ألازراكوي على موقع IMDb (الإنجليزية)
- كارلوس ألازراكوي على موقع ميتاكريتيك (الإنجليزية)
- كارلوس ألازراكوي على موقع روتن توميتوز (الإنجليزية)
- كارلوس ألازراكوي على موقع قاعدة بيانات الأفلام العربية
- كارلوس ألازراكوي على موقع ألو سيني (الفرنسية)
- كارلوس ألازراكوي على موقع ميوزك برينز (الإنجليزية)
- كارلوس ألازراكوي على موقع تيرنر كلاسيك موفيز (الإنجليزية)
- كارلوس ألازراكوي على موقع أول موفي (الإنجليزية)
- كارلوس ألازراكوي على موقع قاعدة بيانات الأفلام السويدية (السويدية)
- كارلوس ألازراكوي على موقع إن إن دي بي (الإنجليزية)
- الموقع الإلكتروني